# لونغ بيتش (كاليفورنيا)

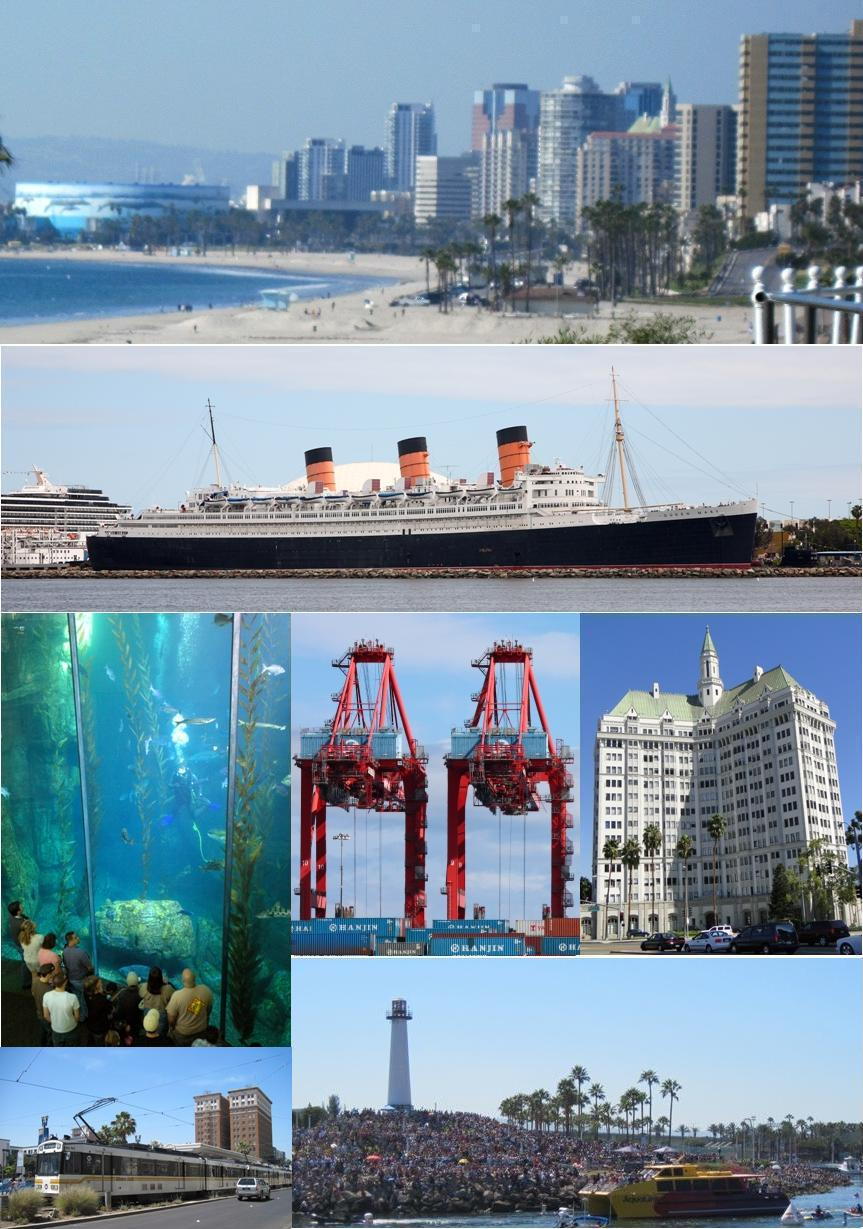
لونغ بيتش، كاليفورنيا

لونغ بيتش (بالإنجليزية: Long Beach)‏ هي سابع أكبر مدن ولاية كاليفورنيا من حيث السكان، تقع في الساحل الغربي للولايات المتحدة الأمريكية ضمن مقاطعة لوس أنجلس في الجزء الجنوبي من ولاية كاليفورنيا، وبحلول 2010 بلغ عدد سكانها 462,257 نسمة.

## المناخ
يظهر الجدول التالي التغييرات المناخية على مدار السنة للونغ بيتش:
| البيانات المناخية لـلونغ بيتش              | البيانات المناخية لـلونغ بيتش | البيانات المناخية لـلونغ بيتش | البيانات المناخية لـلونغ بيتش | البيانات المناخية لـلونغ بيتش | البيانات المناخية لـلونغ بيتش | البيانات المناخية لـلونغ بيتش | البيانات المناخية لـلونغ بيتش | البيانات المناخية لـلونغ بيتش | البيانات المناخية لـلونغ بيتش | البيانات المناخية لـلونغ بيتش | البيانات المناخية لـلونغ بيتش | البيانات المناخية لـلونغ بيتش | البيانات المناخية لـلونغ بيتش |
| الشهر                                      | يناير                         | فبراير                        | مارس                          | أبريل                         | مايو                          | يونيو                         | يوليو                         | أغسطس                         | سبتمبر                        | أكتوبر                        | نوفمبر                        | ديسمبر                        | المعدل السنوي                 |
| ------------------------------------------ | ----------------------------- | ----------------------------- | ----------------------------- | ----------------------------- | ----------------------------- | ----------------------------- | ----------------------------- | ----------------------------- | ----------------------------- | ----------------------------- | ----------------------------- | ----------------------------- | ----------------------------- |
| الدرجة القصوى °ف (°م)                      | 93 (34)                       | 92 (33)                       | 98 (37)                       | 105 (41)                      | 104 (40)                      | 109 (43)                      | 109 (43)                      | 105 (41)                      | 111 (44)                      | 111 (44)                      | 101 (38)                      | 92 (33)                       | 111 (44)                      |
| الحد الأقصى المتوسط °ف (°م)                | 82.8 (28.2)                   | 82.7 (28.2)                   | 84.3 (29.1)                   | 90.0 (32.2)                   | 89.0 (31.7)                   | 89.8 (32.1)                   | 93.3 (34.1)                   | 95.8 (35.4)                   | 98.7 (37.1)                   | 94.4 (34.7)                   | 87.7 (30.9)                   | 79.8 (26.6)                   | 102.6 (39.2)                  |
| متوسط درجة الحرارة الكبرى °ف (°م)          | 67.4 (19.7)                   | 67.2 (19.6)                   | 68.6 (20.3)                   | 71.7 (22.1)                   | 73.6 (23.1)                   | 76.7 (24.8)                   | 81.9 (27.7)                   | 83.8 (28.8)                   | 82.1 (27.8)                   | 77.2 (25.1)                   | 72.1 (22.3)                   | 66.8 (19.3)                   | 74.1 (23.4)                   |
| متوسط درجة الحرارة الصغرى °ف (°م)          | 46.1 (7.8)                    | 48.0 (8.9)                    | 50.5 (10.3)                   | 53.2 (11.8)                   | 57.6 (14.2)                   | 61.0 (16.1)                   | 64.5 (18.1)                   | 64.9 (18.3)                   | 63.2 (17.3)                   | 58.3 (14.6)                   | 50.8 (10.4)                   | 45.8 (7.7)                    | 55.4 (13.0)                   |
| الحد الأدنى المتوسط °ف (°م)                | 37.7 (3.2)                    | 39.8 (4.3)                    | 42.6 (5.9)                    | 46.3 (7.9)                    | 52.2 (11.2)                   | 56.1 (13.4)                   | 60.3 (15.7)                   | 60.7 (15.9)                   | 57.7 (14.3)                   | 51.2 (10.7)                   | 41.9 (5.5)                    | 37.2 (2.9)                    | 35.4 (1.9)                    |
| أدنى درجة حرارة °ف (°م)                    | 25 (−4)                       | 33 (1)                        | 33 (1)                        | 38 (3)                        | 40 (4)                        | 47 (8)                        | 51 (11)                       | 55 (13)                       | 50 (10)                       | 39 (4)                        | 34 (1)                        | 28 (−2)                       | 25 (−4)                       |
| معدل هطول الأمطار إنش (مم)                 | 2.60 (66)                     | 3.09 (78)                     | 1.87 (47)                     | 0.60 (15)                     | 0.21 (5.3)                    | 0.07 (1.8)                    | 0.03 (0.76)                   | 0.03 (0.76)                   | 0.18 (4.6)                    | 0.63 (16)                     | 1.00 (25)                     | 1.95 (50)                     | 12.26 (311)                   |
| متوسط الأيام الممطرة (≥ 0.01 in)           | 5.9                           | 6.5                           | 5.3                           | 3.1                           | 1.1                           | 0.7                           | 0.5                           | 0.3                           | 0.9                           | 2.5                           | 3.4                           | 5.0                           | 35.2                          |
| متوسط الرطوبة النسبية (%)                  | 64.7                          | 66.9                          | 67.2                          | 65.4                          | 68.2                          | 69.6                          | 68.3                          | 68.5                          | 69.2                          | 67.6                          | 67.1                          | 66.2                          | 67.4                          |
| المصدر: NOAA (relative humidity 1961–1990) |                               |                               |                               |                               |                               |                               |                               |                               |                               |                               |                               |                               |                               |

## توأمة
للونغ بيتش (كاليفورنيا) اتفاقيات توأمة مع كل من:
- فالبارايسو
- باكولود
- مانتا، الإكوادور
- تشينغداو
- يوكايتشي (7 أكتوبر 1963 - )
- إزمير (2004 - )[11]
- مومباسا
- سوتشي
- بوهانغ
- كلكتا
- بنوم بنه

## أعلام
- نيكولاس كيج
- آرثر اندروز
- وليام ألاند
- جينيت مكوردي
- جيمس هيلتون
- سنوب دوغ
- راسل وستبروك
- نيت دوغ
- ألما ريتشاردز
- بيلي جين كينغ